# Luna Sea
Luna Sea — японская рок-группа, основанная в префектуре Канагава в 1989 году. Коллектив является одним из пионеров visual kei и на текущий момент выпустил десять альбомов.

## История

### Формирование и дебютный альбом (1986—1991)
Дзюн Оносэ и Синобу Иноуэ, знакомые ещё со школы, основали группу Lunacy в 1986 году. Три года спустя, 16 января 1989 года, они пригласили гитариста Юнэ Сугихара и барабанщика Синъя Ямада из группы Pinoccio. В группе на тот момент уже числились: басист Джей, соло-гитарист — Сугидзо, ритм-гитарист — Иноран и барабанщик — Синъя, а 6 мая 1989 года из группы Slaughter к группе присоединился вокалист — Рюити Кавамура. Группа дебютировала на 100-местной сцене «Play House» в городе Матида, 29 мая 1989 года. 9 августа они выпустили первую демозапись песен под названием «Lunacy». Продав около 100 копий, группа в октябре выступила на фестивале «Rock-May-Kan» в Мэгуро. В декабре группа выпустила вторую кассету — «Shade» (рус. Тень), которая разошлась в количестве 1000 копий. 17 декабря группа выступила на своем первом официальном сольном концерте в городе Матида.
В 1990 году Lunacy продолжает выступать в небольших концертных залах. 10 июня на концерте «Матида Play House» была представлена их новая кассета «Lastly» (рус. Наконец), копии которой они раздавали бесплатно. После этого группа впервые выступила за пределами префектуры Токио — в городе Осака. В начале 1991 года группа решает сменить название с Lunacy на Luna Sea. В это же время они подписывают свой первый контракт — с лейблом Extasy Records, на котором они и выпускают свой дебютный одноимённый альбом, и отправляются в свой первый тур — «Under the New Moon» (рус. Под новолунием), состоящий из 45-ти концертов.

### Коммерческий успех:EdenиMother(1992—1994)
В январе 1992 года был создан официальный фан-клуб группы. С марта по май группа проводит небольшой тур, который заканчивается 20 мая на сцене «Матида Play House». 21 мая выходит второй студийный альбом с названием Image, который занял 9-ю позицию в чарте Oricon, продержавшись в нём 14 недель. После этого группа отправляется в 25-концертный тур, в рамках которого 31 октября они впервые выступают на арене Ниппон Будокан в Токио.
Первый сингл «Believe» (рус. Верить) выходит в феврале 1993 года, заняв 11 место в японских чартах и продержавшись в них 7 недель. Третий студийный альбом, под названием Eden, вышел 21 апреля того же года, продержавшись в чарте 19 недель на 5-м месте. Продажи альбома составили около двухсот тысяч экземпляров, в связи с чем ему был присвоен статус «золотого альбома». В июле был выпущен второй сингл — «In My Dream» (рус. В моём сне) который занял 9-е место в чарте, продержавшись в нём 4 недели. С 26 по 30 августа, были проведены заключительные концерты в поддержку альбома Eden на арене «Ниппон Будокан». В конце года группа получила свою первую награду — «Grand Prix New Artist of the Year» (Гран-при Новый артист года) на седьмом проведении японской версии Gold Disc Awards.
12 февраля 1994 года группа выступила в «Йокогама-арена» собрав около 17 000 человек. 21 июля выходит третий сингл — «Rosier» (рус. Радужный), достигнув 3-й позиции и продержавшись 25 недель в чартах. С 18 по 20 августа было проведено несколько концертов совместно с группами Buck-Tick и Soft Ballet, а 21 сентября вышел четвёртый сингл — «True Blue», занявший первое место в чарте, продержавшись в нём 17 недель. 26 октября Luna Sea выпустила третий студийный альбом Mother. Он достиг 2-й позиции в чарте, и продержался в нём 30 недель, продав около полумиллиона копий.

### Style(1995—1996)
В январе участники группы отправились в Ирландию, чтобы снять рекламный ролик для своего пятого сингла «Mother». С марта по май группа провела тур (31 концерт) в поддержку альбома Mother, собрав около 63 000 человек. 13 ноября выходит шестой сингл — «Desire» (рус. Желание), возглавив чарты и продержавшись в них 14 недель, став «платиновым». В это время группе впервые выступила на стадионе — Токио Доум, вместимостью 55 000 человек, а 23 декабря группа провела концерт «Lunatic Tokyo», билеты на который были распроданы в первый же день продаж.
В марте 1996 года вышел седьмой сингл — «End of Sorrow» (рус. Конец печали), который, как и предыдущий, возглавил чарты и продержался в них 8 недель, так же став «платиновым». А в апреле выходит пятый студийный альбом — Style (рус. Стиль), став первым альбомом, возглавившим чарты, продержавшись в них 21 неделю и занявшим 30-е место по продажам в 1996 году. С июля группа отправилась в 16-концертный тур, привлекшим аудиторию более 100 000 человек, а в октябре в 28-концертный тур, завершившийся 23 декабря концертом на стадионе Йокогама. Во время концерта было объявлено о временном перерыве в 1997 году, в связи с сольными проектами участников.

### Пик популярности: альбомыShine,Lunacyи распад (1997—2000)
17 декабря 1997 года группа возобновила свою деятельность, проведя концерт в зале «Akasaka Blitz» в Минато. В этот же день вышел первый сборный альбом — Singles, который возглавил чарты и стал 20-м по продаваемости альбом в 1998 году, разойдясь тиражом более миллиона копий в первые 3 недели. Также альбом получил награду «Лучший рок-альбом года» на двенадцатом проведении японской версии Gold Disc Awards.
В апреле 1998 года группа выпустила свой девятый по счёту сингл — «Storm» (рус. Шторм), который стал самым продаваемым синглом группы (было продано более 300 000 экземпляров). В июне и июле вышли ещё 2 сингла: «Shine» (рус. Блеск), возглавивший чарты, и «I for You» (рус. Я для тебя), занявший 2 место, проведя 16 недель в чартах. 23 июля был выпущен шестой студийный альбом — Shine (рус. Сияние), который возглавил чарты, проведя в них 13 недель. Альбом получил награду «Лучший рок-альбом года» на тринадцатом проведении японской версии Gold Disc Awards. Песня «Breathe» из этого альбома была использована в мультипликационном фильме «Мулан». В августе группа провела 2 последовательных концерта на стадионе Йокогама, а с сентября отправилась в длинный тур, проведя 33 концерта.
В 1999 году Luna Sea впервые провела свой азиатский тур, выступив в городах: Тайбэй, Гонконг и Шанхай. В рамках празднования 10-летия группы был выпущен первый сборник, занявший 5-е место в чарте и ставший «золотым». 30 мая был проведён самый масштабный концерт в Японии на то время, под открытым небом, собрав около 100 000 человек.
29 января 2000 года песня «Sweetest Coma Again» (рус. Вновь сладкая кома) была включена в японский выпуск песен к фильму о Джеймсе Бонде c названием «И целого мира мало». Их первым релизом за 2 года стал сингл «Gravity» (рус. Гравитация), вышедший в марте и возглавивший в чарты, став «золотым». В июне вышел сингл «Tonight» (рус. Вечером), занявший 4 место в чартах и также став «золотым». После выхода сингла, 23 июня, группа провела концерт в поддержку выхода нового альбома, который состоялся в «Ниппон Будокан». На концерте играли песни из предстоящего альбома Lunacy, который был выпущен 12 июля, став не таким успешным как предыдущий альбом, заняв 3 место, продержавшись в чарте 6 недель. В поддержку этого альбома было проведено 2 концертных тура — в июле и октябре, с названием Brand New Chaos (рус. Марка Новый Хаос), включающих в себя 32 концерта и 2 дополнительных выступления в городах Тайбэй и Гонконг. После проведения туров, группа выпустил свой последний сингл перед распадом — «Love Song» (рус. Песня о любви), занявшая 4 место в чарте. В тот же день, участники группы провели пресс-конференцию в Гонконге, где они объявили о распаде группы. 23 декабря был выпущен сборник Period -the Best Selection-, ставший «платиновым», а 25 и 26 декабря группа провела 2 прощальных концерта в Токио Доум.

### Воссоединение и мировое турне (2007—2011)
Группа воссоединилась 24 декабря 2007 года, проведя концерт ~One Night Dejavu~ (рус. Одна ночь дежавю). Билеты на шоу были проданы за 5 минут, а сам концерт транслировался в прямом эфире в Японии по спутниковому каналу — Japan’s NHK BS Hi-vision. Окончательно группа объединилась 31 августа 2009 года, объявив об этом на пресс-конференции в Гонконге, где ранее они сообщили о распаде. Также было анонсировано мировое турне и подготовка к записи нового альбома.
Тур начался 27 ноября в Германии и продолжился в США, Гонконге и Тайване, а также в Японии 23 и 24 декабря в Токио Доум. После землетрясения в Японии, произошедшего в марте 2011 года, группа выпустила новую песню, «Promise» (рус. Обещание), доходы от которой были направлены пострадавшим от стихии. 16 марта вышла перезапись первого студийного альбома — Luna Sea. Концертный альбом и видео концерта в США, с названием Luna Sea 3D in Los Angeles, был выпущен в июне и показан в кинотеатрах по всей стране. 22 октября группа провела благотворительный концерт с названием Promise to the Brave (рус. Храброе обещание), прошедший в Сайтама Супер Арена, сборы от которого были направлены в Японский Красный Крест.

### A Will(2012—настоящее время)
Первый новый сингл группы за более чем одиннадцать лет, «The One -Crash to Create-», был выпущен в марте 2012 года. Песня заняла пятое место в чарте Oricon. Сингл стал последней записью группы, изданной лейблом Avex, так как в октябре Luna Sea вернулись к Universal Music. 12 декабря Universal выпустил шестнадцатый сингл группы — «End of the Dream/Rouge».
В мае 2012 года коллектив провёл серию концертов в поддержку «End of the Dream», начиная с концерта в Осаке 23 декабря и заканчивая концертами на арене Ниппон Будокан 18-20 января. Это были их первые выступления на этих площадках за 13 лет. Также в 2012 году группа провела концертный тур, который начался 16 ноября в Осаке, охватил Нагое, Фукуоке, Саппоро и закончился в Токио 16 декабря.
Следующий тур стартовал 26 января 2013 года двумя концертами на Тайване, продолжился выступлениями в Гонконге и Бангкоке, а завершился 8 февраля в Сингапуре. Очередной сингл «Thoughts» (рус. Мысли) был выпущен 28 августа в рамках празднования 24-й годовщины группы, и показан в телевизионной рекламе онлайн-игры Master of Chaos. 13 ноября вышел сингл «Ran» (рус. Бежать), который был использован в качестве музыкальной темы к телевизионной драме «Тоши Вансетсу не Онна 2». Вскоре группа сообщила список композиций и прочие детали своего нового альбома. Первый полноценный альбом группы за последние 13 лет — A Will — был выпущен 11 декабря 2013 года.
27—28 июня 2015 года в Makuhari Messe, Чиба прошёл двухдневный фестиваль Lunatic Fest, хэдлайнерами которого выступили Luna Sea. Участниками стали два десятка групп, среди которых — X Japan, Buck-Tick, Dead End, Dir en Gray, Siam Shade и другие. Сами хозяева фестиваля открывали оба дня под первым сценическим именем «Lunacy».
Следующий альбом — LUV — вышел 20 декабря 2017 года, а немногим ранее был выпущен клип к заглавной песне Hold you down (автор музыки Иноран, лирика — Кавамура Рюичи). Так же группа объявила о начале тура LUNA SEA LIVE TOUR 2018 The LUV ‐World left behind‐, который должен был начаться 27 января 2018 в Мацудо, но из-за внезапной болезни соло-гитариста Сугизо стартовал на неделю позже, 3 февраля, в Кавасаки. Отменённые концерты в Мацудо перенесены на 23—24 мая 2018.

## Участники
- Рюити Кавамура (яп. 河村 隆一 Кавамура Рю:ити) — вокал
- Юнэ Сугихара, известен также как Ясухиро Сугихара и Сугидзо/Sugizo (яп. 杉原 有音 Сугихара Ю:нэ) — соло-гитара
- Киёнобу Иноуэ, известен также как Иноран/Inoran (яп. 井上 清信 Иноуэ Киёнобу) — ритм-гитара
- Дзюн Оносэ, известен также как J (яп. 小野瀬 潤 Оносэ Дзюн) — бас-гитара
- Синъя Ямада (яп. 山田 真矢 Ямада Синъя) — барабаны

## Дискография
Альбомы
- Luna Sea (21 апреля 1991)
- Image (21 мая 1992)
- Eden (21 апреля 1993)
- Mother (26 октября 1994)
- Style (22 апреля 1996)
- Shine (23 июля 1998)
- Lunacy (12 июля 2000)
- A Will (11 декабря 2013)
- Luv (20 декабря 2017)
- Cross (18 декабря 2019)

Синглы
- «Believe» (24 февраля 1993)
- «In My Dream (With Shiver)» (21 июля 1993)
- «Rosier» (21 июля 1994)
- «True Blue» (21 сентября 1994)
- «Mother» (22 февраля 1995)
- «Desire» (13 ноября 1995)
- «End of Sorrow» (25 марта 1996)
- «In Silence» (15 июля 1996)
- «Storm» (15 апреля 1998)
- «Shine» (3 июня 1998)
- «I For You» (1 июля 1998)
- «Gravity» (29 марта 2000)
- «Tonight» (17 мая 2000)
- «Love Song» (8 ноября 2000)
- «The One -Crash to Create-» (21 марта  2012)
- «The End of the Dream/Rouge» (12 декабря 2012)
- «Thoughts» (28 августа 2013)
- «Ran» (13 ноября 2013)
- «Limit» (22 июня 2016)
- «Sora no Uta ~Higher and Higher~/Hisōbi» (29 мая 2019)

Сборники
- NUCLER FUSION (10 марта 1991)
- Singles (17 декабря 1997)
- Tribute Spirits (1 мая 1999)
- Never Sold Out (29 мая 1999)
- Period ~The Best Selection~ (23 декабря 2000)
- Guitar Solo Instruments 1 & 2 (19 декабря 2001)
- Piano Solo Instruments 1 — 4 (19 декабря 2001)
- Another Side of SINGLES II (6 марта 2002)
- Slow (23 марта 2005)
- Rock Nippon Noriko Shoji Selection (24 января 2007)
- Memorial Cover Album -Re.birth- (19 декабря 2007)
- Complete Best (26 марта 2008)

Видео
- Image Or Real (22 июля 1992)
- Sin After Sin (16 декабря 1993)
- Eclipse I (24 мая 1995)
- Lunatic Tokyo 1995.12.23 Tokyo Dome (15 июля 1996)
- Rew (21 мая 1997)
- 10th Anniversary Gig [Never Sold Out] Capacity ∞ Live! (29 сентября 1999)
- The Final Act Tokyo Dome (29 мая 2001)
- Eclipse II (28 ноября 2001)
- Eclipse I+II (28 ноября 2001)
- LUNA SEA 1998 Revive [Manatsu no Yagai] (29 мая 2003)
- God Bless You ~One Night Dejavu~ Tokyo Dome 2007.12.24 (26 марта 2008)